# Liturgie
Cet article concerne les cérémonies formant le culte public et officiel institué par une église. Pour l'obligation fiscale pesant sur les riches en Grèce antique, voir liturgie (Grèce antique).
 (juillet 2019).
Le mot liturgie (du grec λειτουργία / leitourgía ; « le service du peuple ») désigne l'ensemble des rites, cérémonies et prières dédiés au culte d'une ou plusieurs divinités, tels qu'ils sont définis selon les règles éventuellement codifiées dans des textes sacrés ou une tradition. Ce terme s'applique le plus souvent à la religion chrétienne où il désigne un culte public et officiel institué par une Église.
Un liturgiste est un spécialiste de la liturgie.

## Étymologie
Le terme liturgie vient du grec λειτουργία / leitourgía, de l'adjectif λήιτον / lḗiton, « mairie, maison du peuple », dérivé de λαός, ληός / laós, lēós, « peuple » et du nom commun ἔργον / érgon, « travail, action, œuvre, service ».

## Dans les religions antiques

### Égypte antique
La tradition religieuse de l'Égypte antique (du IVe millénaire av. J.-C. au IVe siècle ap. J.-C.) repose sur la célébration de l'harmonie (Maât) du monde établie depuis sa création par les dieux. Cette célébration est d'abord le fait du pharaon mais il est suppléé en cette tâche par le clergé qui vit et entretient les temples. Le peuple, à travers des rites journaliers et des cérémonies régulières se doit aussi de participer à ce culte. La liturgie égyptienne est marquée par des cérémonies organisées autour de moments particuliers de la vie de l'individu (naissance, décès, etc.) ainsi que pour des célébrations vénérant les dieux (fête du Nil).

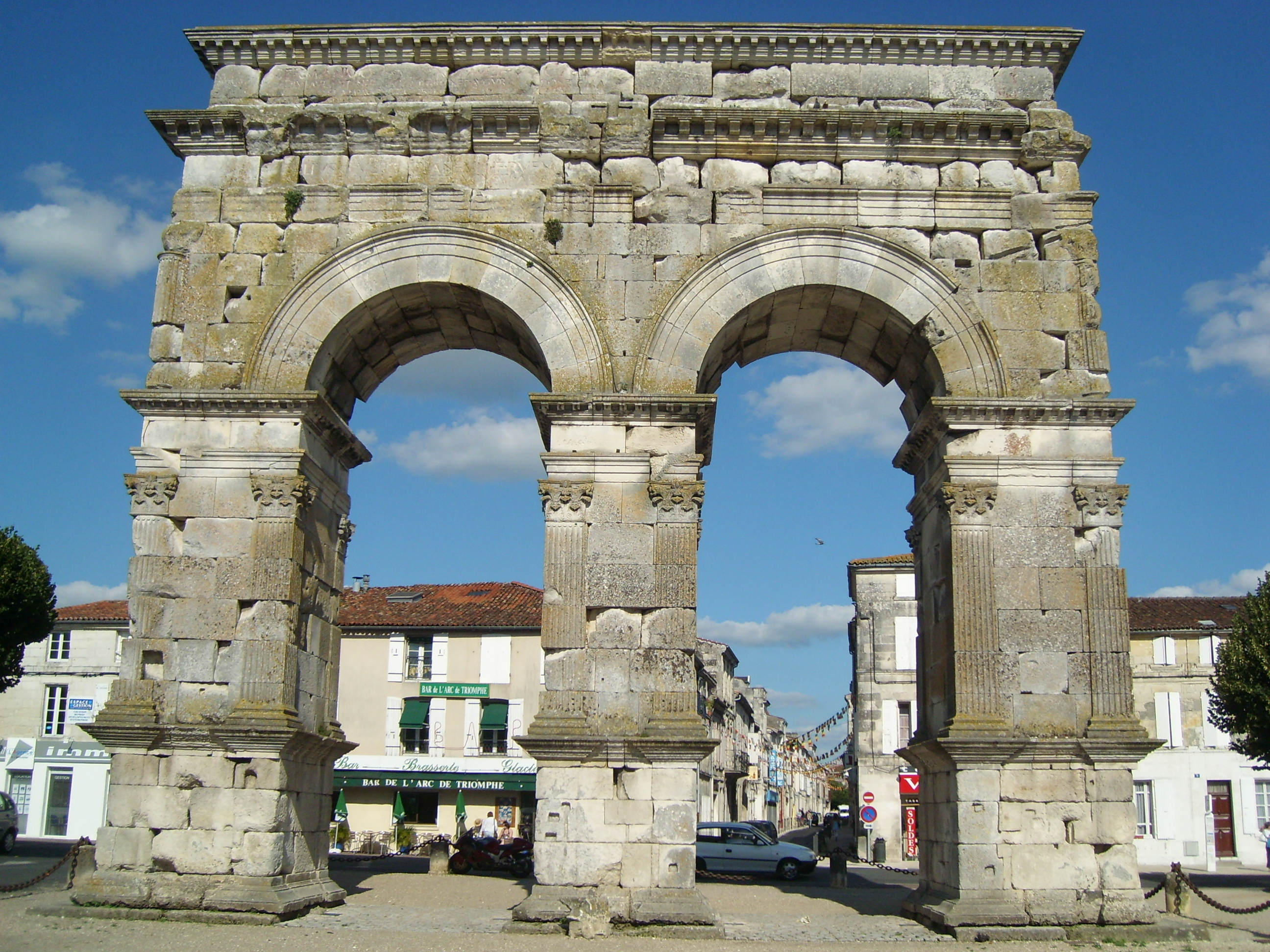
L'Arc de Germanicus, construit en 19 ap J.C. à Saintes grâce à l'évergétisme de Caius Julius Rufus, notable romain d'origine Gauloise.

Certains de ces rites se retrouvent dans la tradition chrétienne copte.
Grèce antique et Empire Romain
Dans la Grèce antique, les plus riches citoyens finançaient les liturgies grecques, qui payaient l'organisation des fêtes et grands événements ou les campagnes militaires. À travers ces liturgies, les riches étaient ralentis et les pauvres profitaient de cet argent qui servait à la communauté ; c'était là un facteur d'égalité entre citoyens.
Dans l'Empire romain, le système des liturgies n'existait pas en tant que tel ; mais les riches citoyens, notables et magistrats assuraient l'évergétisme, c'est-à-dire la mise (théoriquement facultative mais officieusement obligatoire) par les puissants de leurs richesses au service de la société. Ces donateurs sont appelés évergètes ; ce système d'évergétisme se base sur la générosité des riches, et permettait l’embellissement de la cité, l'organisation de jeux et de fêtes, les distributions gratuites de blé ou d'argent, la construction de monuments, d'édifices religieux, de routes…

### Druidisme
Les Gaulois pratiquaient des sacrifices par immolation d'animaux, mentionnés par des historiens comme Pline et César et attestés par des fouilles archéologiques récentes comme celle de Corent dans l'ancien pays des Arvernes.

## Dans le judaïsme
- Judaïsme sacerdotal :

Dans la Bible des Septante, et le Nouveau Testament, le mot grec désigne le service du Temple. Il est donc associé au culte du Dieu invisible et aux prières qui lui sont adressées.
- Judaïsme rabbinique :

Avec la destruction du Temple, du Tabernacle, la perte des généalogies permettant de désigner les lévites, les prêtres, les sacrifices, et toute la dimension sacrée disparaît.
voir catégorie:liturgie juive
(à développer)

## Dans le christianisme
(juillet 2019).
Il n'y a pas de continuité avec les formes rituelles connues du judaïsme sacerdotal, en dehors de la sanctuarisation d'un jour de la semaine qui est consacré à Dieu selon une prescription du Décalogue, et de la reprise du thème du sacrifice qui cesse d'être sanglant et réparateur, pour prendre une forme allégorique et commémorative.
La liturgie du christianisme s'est fondée sur la demande faite par Jésus lors de la Cène pour élaborer un service public rendu à Dieu, commémoration et/ou réactualisation du sacrifice de Jésus-Christ qui s'est laissé mettre à mort sur la croix pour racheter les fautes des hommes. Cette célébration est réalisée au tout début par les apôtres, puis par les évêques qui leur ont succédé et ensuite les prêtres. Si la liturgie sacrificielle est commune à de nombreuses religions, elle est centrale dans le Judaïsme sacerdotal avec les sacrifices d'animaux faits exclusivement au Temple de Jérusalem par les sacrificateurs, notamment d'agneaux au moment de la fête annuelle de la Pâque. Conformément à la demande de Jésus, sa mort sur une croix (« stauros » en grec classique) au moment de la Pâque Juive de l'époque, est considéré comme un sacrifice, mais il ne doit pas être renouvelé sous sa forme sanglante, mais sous la forme allégorique de la rupture du pain et du versement du vin devenus incarnation de la présence perpétuelle de Jésus.
Le christianisme a aussi repris de l'ancien judaïsme la lecture et le commentaire d'un texte sacré qui est fait avec un certain cérémonial au début de la messe, cette partie est souvent appelée liturgie de la Parole.
Avec la Réforme protestante, la liturgie s'est simplifiée et a été rendue plus accessible aux chrétiens par l'emploi, tant pour la lecture de la Bible, pour les formules rituelles et pour les prières que pour le chant d'assemblée, de la langue vernaculaire au lieu d'une langue sacrée pas ou peu connue des fidèles. L'aspect sacrificiel et le culte des saints disparaissent au profit d'un dialogue entre le chrétien et son Dieu. Deux tendances se font rapidement jour :
- la tradition luthérienne qui, malgré le peu d'intérêt de Luther pour les rites qu'il qualifie de Rauch und Dampf ("fumée et vapeur"), ce dernier reprend finalement l'ordre de la messe lorsqu'il écrit à Wittemberg en 1523 son Von Ordnung des Gottesdienst (De l'ordre du service divin) et son Formula Missae. Ce principe a été utilisé par les Églises luthériennes conservatrices et remis en vigueur par les anglicans de tendance anglo-catholique.
- l'approche calviniste : Calvin, se fondant sur le principe-clé de la Réforme protestante Sola scriptura, a éliminé de l'ordre du culte tout ce qui lui semble relever de la tradition - promue seconde source de la Révélation à l'égal de la Bible par l'Église catholique romaine - et il se limite aux éléments clairement enracinés dans les textes biblique, ce qui donne un culte très dépouillé, largement utilisé aujourd'hui, avec quelques aménagements par les Églises luthériennes, réformées, anglicanes, évangéliques, méthodistes, baptistes et anabaptistes/mennonites[2].

### Les liturgies chrétiennes
Elles se composent de l'ensemble des lectures, prières et rites constitutifs du culte chrétien, organisé en un certain nombre de rituels quotidiens qui culminent dans la messe ou eucharistie.
À l'heure actuelle, le mot a trois sens chez les chrétiens :
1. au sens premier, l'annonce de l'Évangile, la mise en pratique de l'enseignement du Christ. En ce sens, le Christ est le liturge suprême. Ce sens est peu utilisé.
2. d'une manière générale, le mot désigne l'ensemble des rites et du cérémonial liturgique mis en œuvre au cours d'une célébration religieuse officielle, c'est-à-dire organisée par l'Église, par opposition aux dévotions privées. Ainsi, le déroulement de sacrements comme la messe ou le baptême, ou encore un office de complies par exemple sont des liturgies. En revanche, une récitation du rosaire entre personnes privées, y compris quand elles sont réunies dans un lieu de culte et accompagnées par un prêtre ou un diacre, n'est pas considérée comme une liturgie dans l'Église catholique romaine et l'Église orthodoxe.
3. La liturgie chrétienne rappelle la mémoire (réactualisation) non seulement de la mort de Jésus-Christ, mais aussi, et obligatoirement, de sa Résurrection. La foi chrétienne est la foi en la Résurrection.

Dans un sens plus restreint ou plus ancien, l'expression de « Divine Liturgie » désigne (tout particulièrement chez les orthodoxes et les catholiques orientaux), la seule eucharistie. On parle alors de liturgie eucharistique.
- La messe ou le culte ou la divine liturgie

La messe est le point culminant de la liturgie chrétienne. Pour les catholiques, les orthodoxes, certains anglicans, la messe est la réactualisation non sanglante du sacrifice du Christ. Pour les protestants, qui réfutent le terme de messe pour lui préférer celui de culte, le culte est la « répétition » du repas du Jeudi saint avec commémoration de la mort et de la Résurrection du Christ. De formes diverses et variées, même au sein des différentes confessions (catholique, orthodoxe ou protestantes), ces rituels ont connu une longue évolution. Tels qu'on les connaît aujourd'hui, ils sont constitués d'une partie fixe et d'une partie variable. Les textes de la partie fixe, l'ordinaire, remontent le plus souvent aux premiers temps du christianisme et comportent des prières, des acclamations, des chants de louange et une profession de foi. Quant aux textes de la partie variable, le propre, ils sont tirés de la Bible. La messe peut être dite chaque jour, alors que la divine liturgie orientale n'est célébrée qu'une à deux fois par semaine.
- L'office divin ou liturgie des Heures

La liturgie des Heures est la louange quotidienne de l'Église catholique et orthodoxe. Tous les clercs et la plupart des religieux et religieuses sont invités à participer à cette liturgie qui est considérée comme la prière de l'Église. Les laïcs y sont fortement encouragés depuis le concile Vatican II. L'office est divisé en sept célébrations, ou en cinq voire trois selon les règles, depuis le matin jusqu'au soir. L'office divin a pour objet de sanctifier la journée du chrétien, en louant Dieu.
- L'année liturgique

L'année liturgique est divisée en deux parties, la plus importante étant le « Propre du Temps » (Proprium de Tempore) avec ces temps articulés autour de Noël, Pâques et la Pentecôte. À cela s'ajoute une deuxième division : le « Propre des saints » (Proprium de sanctis) comportant la célébration des fêtes des saints.
Liturgique est donc un adjectif relatif aux différentes sortes de liturgies. Il a donné les mots suivants :
1. Aliturgique (de a- privatif) : pour désigner un jour où aucune liturgie n'est prévue ;
2. Antiliturgique (de anti-, contre) : pour qualifier ce qui n'est pas conforme aux liturgies officiellement définies ;
3. Paraliturgique (de para-, à côté de) : qui désigne les cérémonies non officielles. on parle alors de paraliturgie.

### Aspects historiques
- Liturgie catholique :
- Liturgie orthodoxe :
- Culte protestant

### Autour de la liturgie
L'exercice du culte, dans le christianisme, est à l'origine d'un nombre important d'objets et de notions relatives à la liturgie :
- Temps liturgiques :
  - Calendrier ou année liturgiques
  - Liturgie des Heures
- Objets liturgiques :
  - Mobilier liturgique
  - Vêtement liturgique
  - Couleurs liturgiques
  - Livres liturgiques
- Textes liturgiques :
  - Langue liturgique
  - Cérémonial liturgique

## Dans l'islam
En Islam, l'office religieux correspond aux 5 prières (salât) quotidiennes obligatoires (Fajr/Sobh, Dohr, `Asr, Maghrîb et 'Isha). Les vendredis (Al-Joumou`a), un office rassemble tous les musulmans au zénith du soleil. Il comporte un prêche (khoutba) et une prière (salât) de 2 unités/cycles (rak`ah).
Les fidèles sereins exécutent la prière (salât) derrière le guide (l'imam qui est le plus savant des fidèles présents). Chaque prière (salât) est constituée de plusieurs unités/cycles (rak'ah), elles-mêmes constituées d'une lecture de versets coraniques dont l'ouverture (Al-Fâtiha) qui précède tout autre verset et des inclinaisons (roukou`, dos courbé) puis prosternations (soujoud, face contre le sol) en signe de soumission à Dieu (Allâh). La validité d'une prière (salât) est soumise à des impératifs codifiés. Notamment le fidèle doit être pubère, pudique, sobre et en état de pureté (c'est-à-dire qu'il doit avoir effectué préalablement des ablutions et ne pas les avoir rompues).
Pendant le Ramadân (mois sacré des musulmans du monde), les sunnites accomplissent lors du Tarawih des prières (salât) non-obligatoires qui s'ajoutent après la cinquième prière (salât) de la journée, le Coran est ainsi récité dans son intégralité au cours du mois à l'occasion de ces prières (salât) nocturnes.